# Оптела
„Оптела“ е технологична фирма в Пловдив с база и в Пазарджик, специализирана в производство на металорежещи машини и за извършване на лазерни и механични услуги. Тя е правоприемник на Завода за лазерна техника.

## История
През 1997 г, държавната фирма Оптични технологии е приватизирана и е трансформирана в публично акционерно дружество „Оптела – лазерни технологии“ със 100% частен капитал. В периода 1998 – 2009 г. производствената листа на фирмата е модернизирана и обогатена с нови продукти: лазерни системи за рязане и гравиране с твърдотелни и газови лазери, работещи в областта на средните мощности. Постепенно компанията възвръща загубените пазари на държавната фирма в Русия, Иран и Източна Европа и печели нови пазари в Турция, Гърция и други държави.
След приватизацията се възобновяват контактите с Руската академия на науките в областта на лазерните технологии и производство на нови модерни и усъвършенствани системи. В резултат на това сътрудничество се усвояват и произвеждат системи за рязане и гравиране с твърдотелни и газови лазери, както и терапевтични лазери. В този период, съвместно с Руската академия на науките, в България започва да се провежда ежегодно „Конференция за лазери и лазерни технологии“, с участието на учени от БАН и Европа.
През 2010 г. в компанията се вливат шест сродни машиностроителни фирми, като значими са:
- „ЗММ Металик“ АД Пазарджик – производител на металорежещи машини,
- „УНИМАШ – Индъстрис“ АД Пловдив – производител на инструментална екипировка,

Вливането довежда до увеличаване на капитала на дружеството от 9,1 млн. лева до 26,3 млн. лв., до диверсификация на производството и на дейността на компанията и до смяна на името „Оптела“.
През 2011 г. на площадката на фирмата в Пловдив е открит автосервиз. Сервизът е разположен на площ от около 5000 m² и е един от най-големите в Пловдив. Разполага с модерно оборудване за диагностика на автомобили. След 2010 г. продължава развитието на фирмата и в областта на лазерните услуги като се разкрива единствената в България комплексно оборудвана Лаборатория по лазерна безопасност.
От 2016 г. фирмата сменя името си на „Тех парк Оптела“ АД с разширяване на предмета на дейност с включване на дейности по високотехнологично обучение, стартъп програми, реализиране на проекти за развитието на изследователския и технологичния капацитет, уникална иновационна среда, бизнес инкубатор и т.н.

## Бази
Фирмата има 2 основни бази:
- производствени площи на площадка в Пловдив от 22 400 m², оборудвани за извършване на лазерни и механични услуги и комплексни автосервизни услуги;
- производствени площи на площадка в Пазарджик от 22 600 m² с мощности за производство на металорежещи машини.

Фирмата разполага със система за дистрибуция и сервиз на лазери, лазерни системи и металорежещи машини в България, Германия, Русия и др.